# Armoriale dei comuni del cantone LUX 02 - Clervaux
Questa pagina contiene le armi (stemma e blasonatura) dei comuni del Cantone di Clervaux, Lussemburgo.
| Stemma | Nome del comune e blasonatura |
| ------ | --- |
|        | Clervaux (di rosso, al capo d'oro caricato da tre merli passanti di nero, imbeccati e unghiati di rosso, ordinati in fascia) |
|        | Consthum (fasciato d'oro e d'azzurro, al capo di rosso, caricato da una croce ancorata d'oro accostata da due salmoni d'argento, quello a destra posto in banda e quello a sinistra posto in sbarra) |
|        | Heinerscheid (troncato di rosso e d'oro, alla croce ancorata attraversante dall'uno all'altro, accantonata da due merlotti affrontati d'argento nel capo e da due torte di rosso in punta) |
|        | Hosingen (di rosso, alla croce in decusse d'oro, accostata da due merlotti affrontati d'argento, al pastorale al naturale, movente dalla punta e terminante in capo, attraversante sul tutto) |
|        | Munshausen (d'oro, al massacro di cervo di rosso sostenente una croce di Calvario di nero; al capo di rosso caricato di tre merlotti d'argento ordinati in fascia) |
|        | Troisvierges (d'oro, al monte di tre cime di nero movente dalla punta, sostenente una croce patriarcale trifogliata di rosso, caricata da sette bisanti d'argento al centro dei trifogli e all'incrocio delle traverse; il monte caricato da una ruota di locomotiva d'argento sostenuta da una rotaia dello stesso; al capo di rosso, caricato da tre vergini vestite di un peplo, sostenuto dalla mano sinistra da esso coperta, e con la mano destra benedicente, posta in sbarra, d'argento) |
|        | Weiswampach (d'azzurro, alla banda scalinata d'oro, accompagnata da un leone dello stesso, armato e lampassato di rosso, in capo, e da un corno da caccia pure d'oro, guarnito di rosso, in punta) |
|        | Wincrange (d'oro, alla colonna, poggiata su una base, e sostenente un globo, a sua volta sostenente una croce, il tutto di nero; al capo di rosso caricato da un corno da caccia d'oro accompagnato da due gigli d'argento) |